# 长蕊木兰属
长蕊木兰属（学名：Alcimandra）是木兰科下的一个属，为乔木植物。该属只有长蕊木兰（Alcimandra cathcartii）一种，分布于印度至越南。